# Alsodes vittatus
Alsodes vittatus е вид жаба от семейство Cycloramphidae.

## Разпространение
Видът е разпространен в Чили.